# Malaitarupsvogel
De malaitarupsvogel (Edolisoma tricolor) is een zangvogel uit de familie Campephagidae (rupsvogels) die voorkomt op de Salomonseilanden. Eerder werd deze vogel beschouwd als een ondersoort van de zwartbuikrupsvogel (E. holopolium).

## Verspreiding en leefgebied
Deze vogel is endemisch op het eiland Malaita in de Salomonseilanden. 

## Status
De malaitarupsvogel komt niet als aparte soort voor op de lijst van het IUCN, maar is daar een ondersoort van de zwartbuikrupsvogel (E. holopolium tricolor) die als schaars wordt omschreven.